# Liste der Biografien/Schla
Liste der Biografien |
Portal Biografien |
Personensuche
# |
A |
B |
C |
D |
E |
F |
G |
H |
I |
J |
K |
L |
M |
N |
O |
P |
Q |
R |
S |
T |
U |
V |
W |
X |
Y |
Z |
?
 
Sa |
Sb |
Sc |
Sd |
Se |
Sf |
Sg |
Sh |
Si |
Sj |
Sk |
Sl |
Sm |
Sn |
So |
Sp |
Sq |
Sr |
Ss |
St |
Su |
Sv |
Sw |
Sy |
Sz
 
Sca–Sce |
Sch |
Sci–Scz
 
Scha |
Schc |
Schd |
Sche |
Schg |
Schi |
Schj |
Schk |
Schl |
Schm |
Schn |
Scho |
Schp |
Schr |
Schs |
Scht |
Schu |
Schv |
Schw |
Schy
 
Schla |
Schle |
Schli |
Schlj |
Schlo |
Schlu |
Schly
Die Liste der Biografien führt alle Personen auf, die in der deutschsprachigen Wikipedia einen Artikel haben. Dieses ist eine Teilliste mit 362 Einträgen von Personen, deren Namen mit den Buchstaben „Schla“ beginnt.

## Schla

### Schlaa
- Schlaad, Helmut (* 1967), deutscher Chemiker und Hochschullehrer
- Schlaaff, Siegfried (* 1929), deutscher Veterinärmediziner und Hochschullehrer
- Schlaak, Bernhardt (* 1959), deutscher Generalmajor
- Schlaak, Gerd (* 1952), deutscher Politiker (CDU), MdL
- Schlaak, Ulrich (1932–2016), deutscher Politiker (SED)

### Schlab
- Schlabach, Peter (1834–1908), Sparkassendirektor und Mitglied des Preußischen Abgeordnetenhauses
- Schlabbach, Jürgen (* 1952), deutscher Hochschullehrer und Fachbuchautor
- Schlaberg, Adolf (1839–1933), sächsischer Oberst, Schriftsteller und Hofsmitglied
- Schlabinger, Angela (* 1967), deutsche Schauspielerin
- Schlabitz, Adolf (1854–1943), deutscher Maler
- Schlabitz, Arwed (1841–1905), deutscher Landwirt und Politiker
- Schläbitz, Norbert (* 1959), deutscher Musikpädagoge, Musikwissenschaftler, Medienphilosoph und Musiker
- Schlabow, Karl (1891–1984), deutscher Textilarchäologe
- Schlabrendorf, Ernst Wilhelm von (1719–1769), preußischer und deutscher Politiker
- Schlabrendorf, Gustav Albrecht von (1703–1765), königlich preußischer Generalmajor, Chef des Kürassier-Regiments Nr. 1
- Schlabrendorf, Gustav von (1750–1824), deutscher politischer Schriftsteller
- Schlabrendorf, Hans Heinrich von (1646–1692), brandenburgischer Generalmajor der Infanterie und Gouverneur der Festung Kolberg
- Schlabrendorf, Otto von (1650–1721), preußischer General der Infanterie, Gouverneur der Festung Küstrin
- Schlabrendorff, Fabian von (1907–1980), deutscher Offizier und Widerstandskämpfer gegen Hitler, Richter des Bundesverfassungsgerichts
- Schlabrendorff, Johannes von († 1520), deutscher Geistlicher (römisch-katholisch), Bischof in Havelberg (1501–1520)
- Schlabrendorff, Ludwig von (1808–1879), preußischer Generalmajor und Kommandeur der 7. Infanterie-Brigade
- Schlabrendorff-Seppau, Alfred von (1829–1896), preußischer Gutsbesitzer und Politiker

### Schlac
- Schlacher, Markus (* 1987), österreichischer Eishockeyspieler
- Schlacher, Richard (1891–1965), österreichischer Kaufmann und Politiker, Landtagsabgeordneter der Steiermark
- Schlachetka, Werner (1943–2016), deutscher Schachspieler
- Schlachta, Astrid von (* 1970), deutsche Neuzeithistorikerin und Kirchenhistorikerin
- Schlachta, Eginhard (1919–1996), deutscher Politiker (GB/BHE), MdL
- Schlächter von Mons († 2012), belgischer Serienmörder
- Schlachter, August (1901–1996), deutscher Architekt
- Schlachter, Eugen (* 1957), deutscher Politiker (FDP, Bündnis 90/Die Grünen), MdL
- Schlachter, Ferdinand (1824–1875), deutscher Bankier und Präsident der Handelskammer Saarbrücken
- Schlachter, Franz Eugen (1859–1911), Schweizer Evangelist und Übersetzer der Schlachter-BibelFranz Eugen Schlachter (1859–1911)

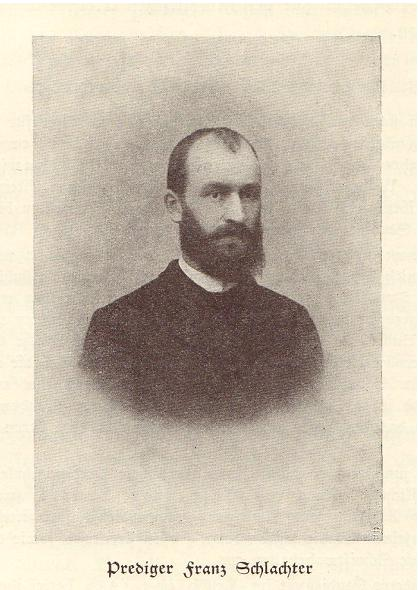
Franz Eugen Schlachter (1859–1911)

- Schlachter, Frédérique (1892–1965), deutsch-französischer Bankier und Politiker
- Schlachter, Heinrich (1817–1868), Kaufmann und Abgeordneter
- Schlachter, Monika (* 1957), deutsche Rechtswissenschaftlerin
- Schlachter, Moriz (1852–1931), deutscher Bildhauer und Kirchenausstatter
- Schlachter, Simon (* 1992), deutscher Koch
- Schlachter, Wolfgang (1908–1999), deutscher Finnougrist
- Schlack, Helga (* 1938), deutsche Schauspielerin
- Schlack, Matthäus (1780–1845), deutscher Schulmeister
- Schlack, Paul (1897–1987), deutscher Chemiker
- Schlack, Peter (1875–1957), deutscher Genossenschafter und Politiker (Zentrum, CDU), MdR
- Schlack, Peter (* 1943), schwäbischer Mundartdichter, bildender Künstler und Jazzmusiker
- Schlackaffe († 1904), deutsches Original
- Schlacke, Sabine (* 1968), deutsche Rechtswissenschaftlerin und Richterin

### Schlad
- Schladebach, Marcus (* 1972), deutscher Jurist
- Schladebach, Richard (1876–1945), deutscher Politiker (DNVP) und Mitglied des Sächsischen Landtages (1926–1933)
- Schladen, Ferdinand (1939–2021), deutscher Kugelstoßer
- Schladen, Friedrich Heinrich Leopold von (1772–1845), preußischer Gesandter in Lissabon, München, St.Petersburg, Konstantinopel, Brüssel, Den Haag, interimsweise Wien
- Schladen, Karl Friedrich Gottlieb von (1730–1806), preußischer Generalleutnant, Chef des Infanterieregiments Nr. 41
- Schlader, Arnold (1944–2010), deutscher Maler, Keramiker und Pädagoge
- Schläder, Jürgen (* 1948), deutscher Theater- und Musikwissenschaftler
- Schladitz, Ernst (* 1935), deutscher Gewerkschafter (FDGB) und Politiker (SED)
- Schladoth, Paul (1927–2012), deutscher katholischer Theologe und Hochschullehrer
- Schladt, Jakob Emil (1885–1955), deutscher Politiker
- Schladweiler, Alphonse James (1902–1996), US-amerikanischer Geistlicher und römisch-katholischer Bischof von New Ulm

### Schlae
- Schlaefer Berg, Salvador Albert (1920–1993), US-amerikanischer römisch-katholischer Ordensgeistlicher, Apostolischer Vikar von Bluefields
- Schlaefli, Samuel (* 1979), Schweizer Journalist und Dokumentarfilmproduzent
- Schlaeger, Jürgen (* 1940), deutscher Anglist
- Schlaepfer, Conrad Arthur (1900–1990), Schweizer Dokumentarfilmer, Filmproduzent, Filmfunktionär, Kinobetreiber und Medienmanager
- Schlaepfer, Hans Ulrich (1893–1985), Schweizer Politiker (FDP)
- Schlaepfer, Julia (* 1995), US-amerikanische Schauspielerin
- Schlaetzer, Johann Gottlieb (1771–1824), deutscher Architekt

### Schlaf
- Schlaf, Hannelore (1930–1985), deutsche Tischtennisspielerin und -funktionärin
- Schlaf, Johannes (1862–1941), deutscher Dramatiker, Erzähler und ÜbersetzerJohannes Schlaf (1862–1941)

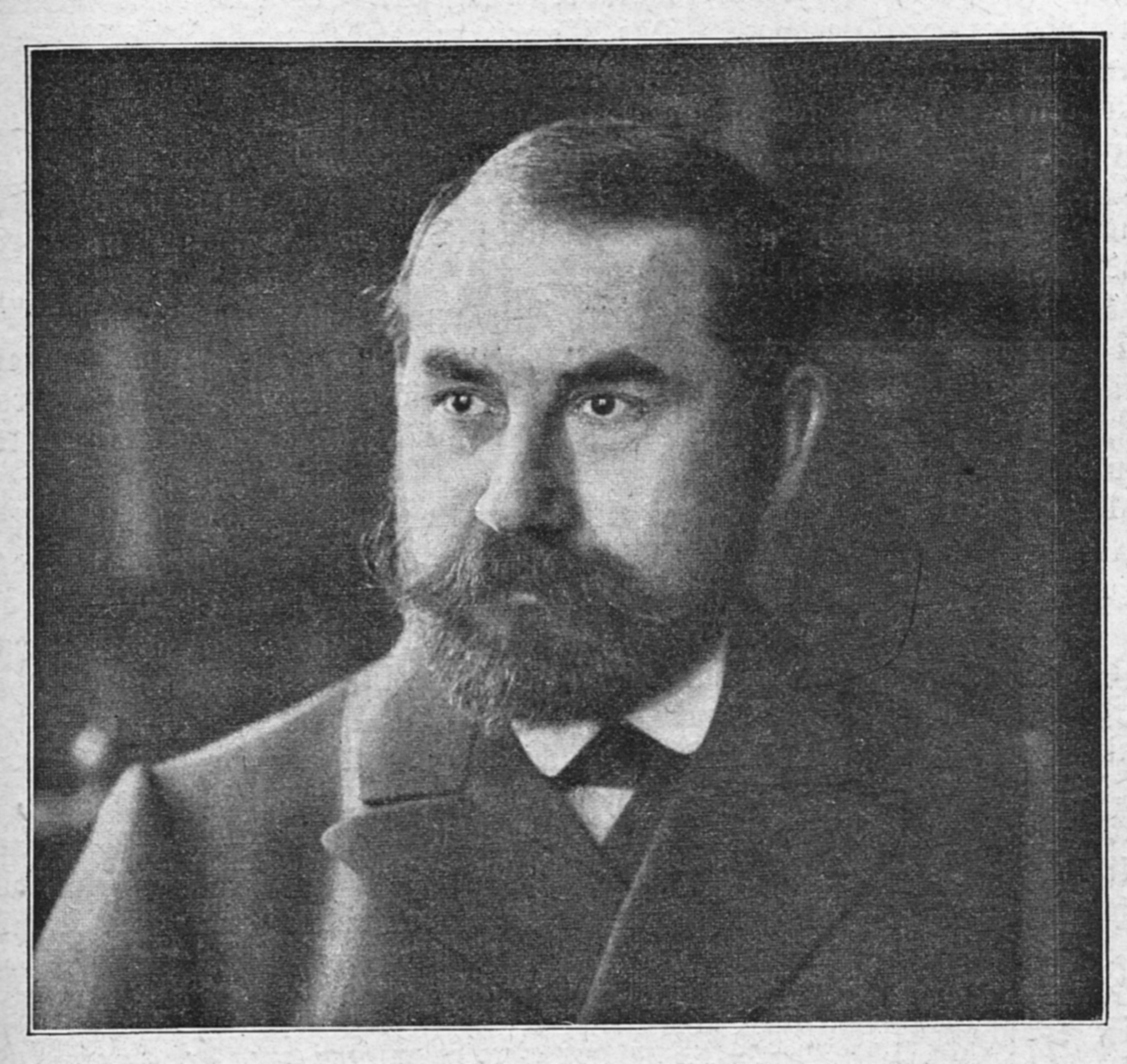
Johannes Schlaf (1862–1941)

- Schlaf, Jupp (1919–1989), deutscher Tischtennisfunktionär und -spieler
- Schläfer, August (1902–1967), deutscher Hochschullehrer und Gründungsrektor der heutigen Technischen Universität Chemnitz
- Schläfer, Hans Ludwig (1923–1969), deutscher Chemiker
- Schlaff, Martin (* 1953), österreichisch-israelischer Unternehmer
- Schläffer, Alexander (1899–1984), österreichischer Krippenbauer
- Schlaffer, Anna (* 1953), österreichische Politikerin (SPÖ), Landtagsabgeordnete, Bundesrätin
- Schläffer, Christopher (* 1969), österreichischer Manager
- Schlaffer, Edit (* 1950), österreichische Sozialwissenschaftlerin
- Schlaffer, Hannelore (* 1939), deutsche Hochschullehrerin und Essayistin
- Schlaffer, Hans († 1528), österreichischer Vertreter der Täuferbewegung
- Schlaffer, Heinz (1939–2023), deutscher Germanist, Hochschullehrer und Essayist
- Schlaffer, Josef (1891–1964), deutscher Handwerker und Politiker (KPD), MdR
- Schlaffer, Philip (* 1978), deutscher Neonazi- und Rocker-Aussteiger und ehemaliger Krimineller mit Bezügen zum RotlichtmilieuPhilip Schlaffer (* 1978)

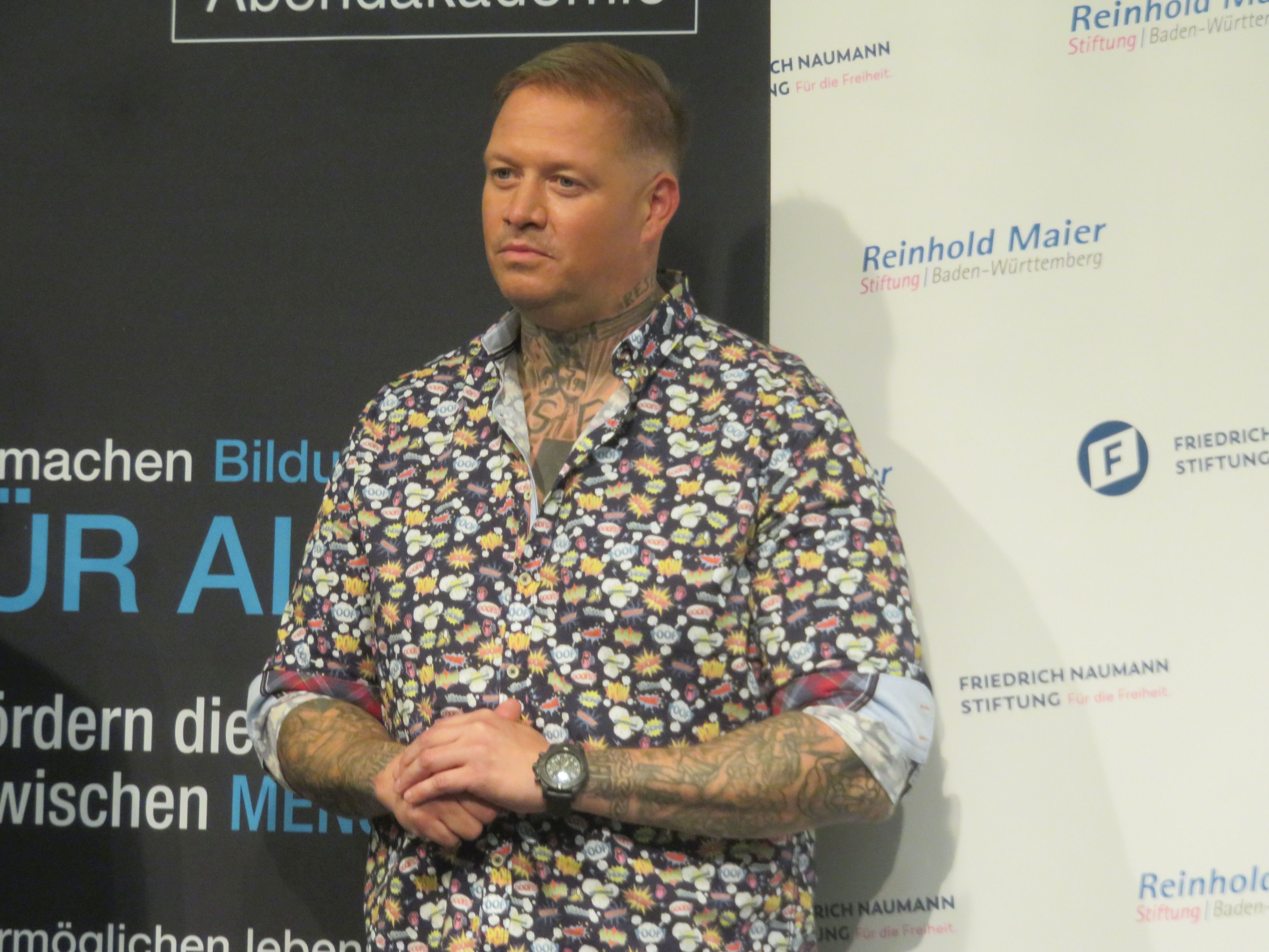
Philip Schlaffer (* 1978)

- Schlaffer, Rudolf J. (* 1970), deutscher Militärhistoriker und Oberstleutnant
- Schlaffhorst, Clara (1863–1945), deutsche Sängerin, Gesangslehrerin
- Schläfli, Ludwig (1814–1895), Schweizer Mathematiker
- Schläfli, Nina (* 1990), Schweizer Politikerin (SP)
- Schläfli, Urs (* 1963), Schweizer Politiker (CVP)
- Schlafly, Hubert (1919–2011), US-amerikanischer Erfinder und Elektroingenieur
- Schlafly, Phyllis (1924–2016), amerikanische konservative Publizistin

### Schlag
- Schlag, Barbara (* 1951), deutsche Politikerin (ZoB)
- Schlag, Bernhard (* 1950), deutscher Psychologe und Hochschullehrer
- Schlag, Christina (* 1990), deutsche Satirikerin, Schauspielerin, Autorin und Psychologin
- Schlag, Eberhard (* 1967), deutscher Architekt
- Schlag, Edward W. (1932–2020), deutscher Chemiker
- Schlag, Evelyn (* 1952), österreichische Schriftstellerin
- Schlag, Felix (1891–1974), deutscher Designer, der das US-amerikanische 5-Cent-Stück entwarf
- Schlag, Gerald (* 1941), österreichischer Historiker und Autor
- Schlag, Gottfried (1910–1943), deutscher Kunsthistoriker
- Schlag, Hans, deutscher Fußballspieler
- Schlag, Hermann (1890–1975), deutscher Jurist und Ministerialbeamter
- Schlag, Martha (1875–1956), deutsche Politikerin (KPD/SPD), MdL
- Schlag, Martin (* 1964), österreichischer Sozialethiker
- Schlag, Oskar Rudolf (1907–1990), deutsch-schweizerischer Psychotherapeut, Graphologe, Schriftsteller und Esoterikasammler
- Schlag, Otto (1889–1944), deutscher Politiker (KPD)
- Schlag, Peter M. (1948–2025), deutscher Mediziner
- Schlag, Thomas (* 1965), evangelischer Theologe und Professor an der Universität Zürich
- Schlag, Timo (* 1995), deutscher Volleyballspieler
- Schlaga, Christian Matthias (* 1953), deutscher Diplomat
- Schlaga, Georg (1924–2018), deutscher Pädagoge und Politiker (SPD), MdB
- Schlagbauer, Adrian (* 2002), deutscher Fußballspieler
- Schlagbauer, Albert (1913–2001), deutscher Pädagoge
- Schlagbauer, Christoph (* 1989), österreichischer Triathlet
- Schlagbauer, Rainer (1949–2022), österreichischer Fußballspieler
- Schlage, Bernhard (* 1961), deutscher Autor und Körperpsychotherapeut
- Schlage, Britta (* 1956), deutsche Politikerin (SPD), Juristin und ehemalige Richterin
- Schlage, Bruno (1903–1977), deutscher Lageraufseher in Auschwitz
- Schlage, Willi (1888–1940), deutscher Schachmeister und -trainer
- Schlägel, Max von (1840–1891), bayerischer Offizier, Journalist und Schriftsteller
- Schlägel, Maximilian von (1788–1863), bayerischer Offizier, zuletzt Generalmajor
- Schlagenhaft, Andreas (* 1988), deutscher Rockmusiker
- Schlagenhauf, Peter (* 1960), Schweizer Eishockeyspieler
- Schlagenhauf, Roman (* 1989), Schweizer Eishockeyspieler
- Schlagenhauf, Wilfried (* 1952), deutscher Pädagoge
- Schlagenhaufen, Martin (* 1975), österreichischer Ringer
- Schlagenhaufer, Andreas (* 1941), deutscher Pfarrer und Aktivist gegen die Wiederaufarbeitungsanlage Wackersdorf
- Schlagenhaufer, Sebastian, deutscher Kabarettist und Autor
- Schlagenhof, Jürgen (* 1959), deutscher Drehbuchautor und Fotograf
- Schläger, Albrecht (* 1942), deutscher Politiker (SPD), MdL
- Schlager, Alexander (* 1996), österreichischer Fußballspieler
- Schlager, Andrea (* 1982), österreichische Fernsehmoderatorin und JournalistinAndrea Schlager (* 1982)

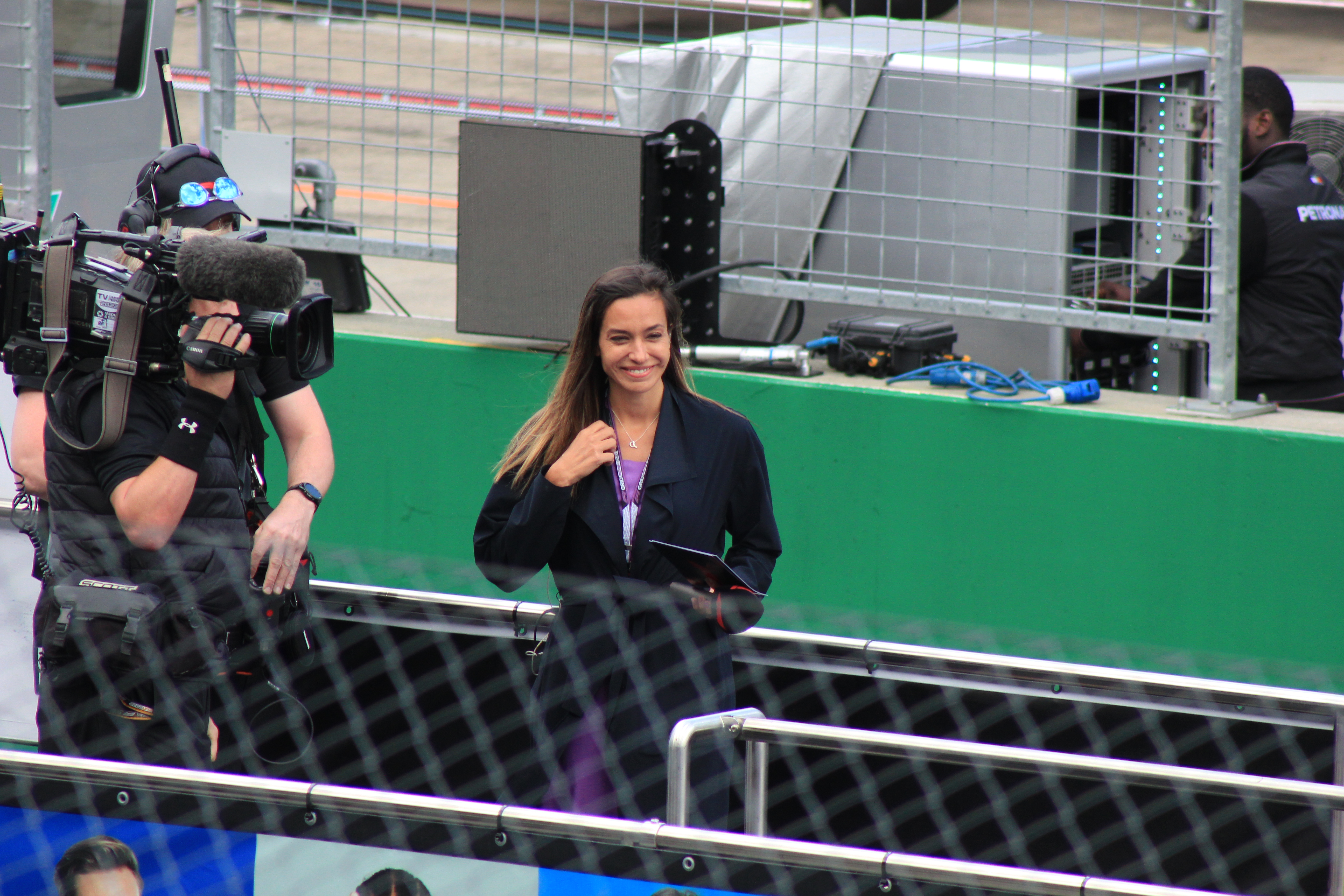
Andrea Schlager (* 1982)

- Schlager, Anton (1921–1997), österreichischer Landwirt und Politiker (ÖVP), Abgeordneter zum Nationalrat
- Schläger, Antonie (1859–1910), österreichische Opernsängerin (Sopran und Mezzosopran)
- Schlager, Claudia (* 1973), österreichische Politikerin (SPÖ), Landtagsabgeordnete
- Schlager, Daniel (* 1989), deutscher Fußballschiedsrichter
- Schläger, Eduard (1828–1895), deutscher Publizist
- Schläger, Franz Georg Ferdinand (1781–1869), Pfarrer in Lauterberg und Hameln
- Schläger, Georg (1870–1921), deutscher Lehrer, Romanist und Volksliedforscher
- Schläger, Gustav (1869–1930), deutscher Lehrer und Vegetarier
- Schläger, Hans (1820–1885), österreichischer Musiker
- Schlager, Hansjörg (1948–2004), deutscher Skirennläufer
- Schläger, Helmut (1924–1969), deutscher Bauforscher und Pionier der Unterwasserarchäologie
- Schläger, Hermann (1820–1889), deutscher Parlamentarier (NLP), MdR
- Schläger, Jörn (* 1972), deutscher Handballtrainer und Handballspieler
- Schlager, Josef (1918–1987), österreichischer Politiker (SPÖ), Landtagsabgeordneter, Abgeordneter zum Nationalrat
- Schläger, Julius Karl (1706–1786), deutscher Philologe, Bibliothekar und Numismatiker
- Schlager, Karin (* 1965), österreichische Goldschmiedemeisterin, Juwelierin, Gemmologin und Sachverständige für Schmuck
- Schlager, Ludwig (1828–1885), österreichischer Psychiater
- Schlager, Manfred (1929–2011), deutscher Jurist und Politiker (CSU), MdB
- Schläger, Marianne (* 1920), österreichische Kugelstoßerin, Diskuswerferin, Fünfkämpferin und Sprinterin
- Schlager, Matthäus (1870–1959), österreichischer Architekt, Dombaumeister in Linz
- Schlager, Max (1906–1982), österreichischer Maler, Grafiker und Bildhauer
- Schlager, Patricius (1864–1930), deutscher Franziskaner
- Schlager, Philipp (* 1986), deutscher Eishockeyspieler
- Schlager, Rudolf (1880–1957), österreichischer Politiker (SdP), Mitglied des Bundesrates, Abgeordneter zum Nationalrat
- Schlager, Sabine (* 1953), deutsche Politikerin (Bündnis 90/Die Grünen), MdL
- Schlager, Stefan (* 1966), österreichischer katholischer Theologe und Buchautor
- Schlager, Valentina (* 1991), österreichische Miss Austria 2010
- Schlager, Werner (* 1972), österreichischer Tischtennisspieler
- Schlager, Wolfgang (* 1938), österreichischer Geologe
- Schlager, Xaver (* 1997), österreichischer Fußballspieler
- Schlager-Weidinger, Thomas (* 1966), österreichischer Historiker, Theologe und Buchautor
- Schlageter, Albert Leo (1894–1923), FreikorpsangehörigerAlbert Leo Schlageter (1894–1923)

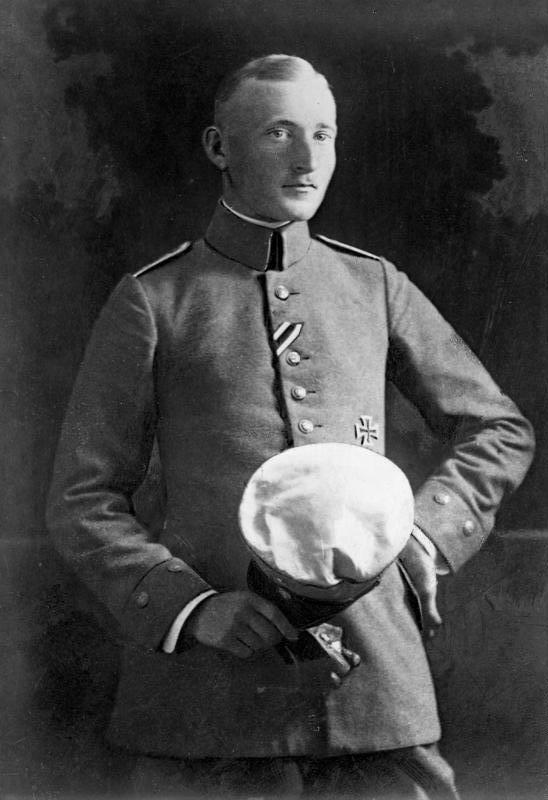
Albert Leo Schlageter (1894–1923)

- Schlageter, Albrecht (1927–1999), deutscher Heimat- und Bergbauforscher
- Schlageter, Alfred (1896–1981), Schweizer Schauspieler
- Schlageter, Arthur (1883–1963), Schweizer Bildhauer und Maler
- Schlageter, Friedrich (1900–1952), deutscher SA-Führer
- Schlageter, Gunter (* 1943), deutscher Informatiker
- Schlageter, Holger (* 1973), deutscher Autor und psychologischer Berater
- Schlageter, Johannes Karl (* 1937), deutscher Theologe
- Schlageter, Rainer Eugen (* 1946), deutscher Diplomat
- Schlagewerth, Heinrich (1890–1951), deutscher Politiker (USPD, VKPD, KPD), MdR
- Schlagge, Werner (1910–1973), deutscher Tontechniker
- Schlagheck, Bernhard (* 1956), deutscher Diplomat
- Schlagheck, Klaus (* 1950), deutscher Handballspieler
- Schlagheck, Michael (* 1955), deutscher Pädagoge und Akademiedirektor
- Schlagheck, Norbert (1925–2002), deutscher Designer
- Schlagheck, Peter (* 1970), deutscher Physiker und Hochschullehrer für Theoretische Physik
- Schlagheck, Rosalie (* 1995), deutsche Theater- und Filmschauspielerin, Synchronsprecherin und Model
- Schlagholz, Hans-Peter (* 1953), österreichischer Politiker (SPÖ), Abgeordneter zum Kärntner Landtag
- Schlaginhaufen, Johann († 1560), evangelischer Theologe und Reformator
- Schlaginhaufen, Otto (1879–1973), Schweizer Anthropologe, Ethnologe und Rassenhygieniker
- Schlagintweit, Adolf (1829–1857), deutscher Reisender und EntdeckerAdolf Schlagintweit (1829–1857)

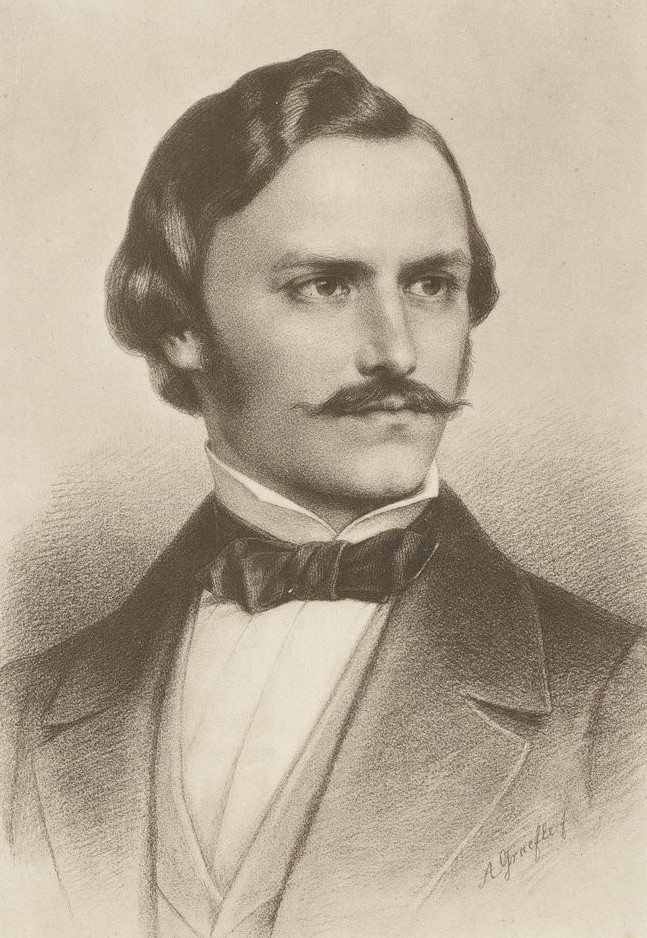
Adolf Schlagintweit (1829–1857)

- Schlagintweit, Eduard (1831–1866), bayerischer Offizier
- Schlagintweit, Emil (1835–1904), deutscher Tibetologe, Sprachforscher, Orientalist und Jurist
- Schlagintweit, Felix (1868–1950), deutscher Arzt und Schriftsteller
- Schlagintweit, Hermann von (1826–1882), deutscher Naturforscher und EntdeckerHermann von Schlagintweit (1826–1882)

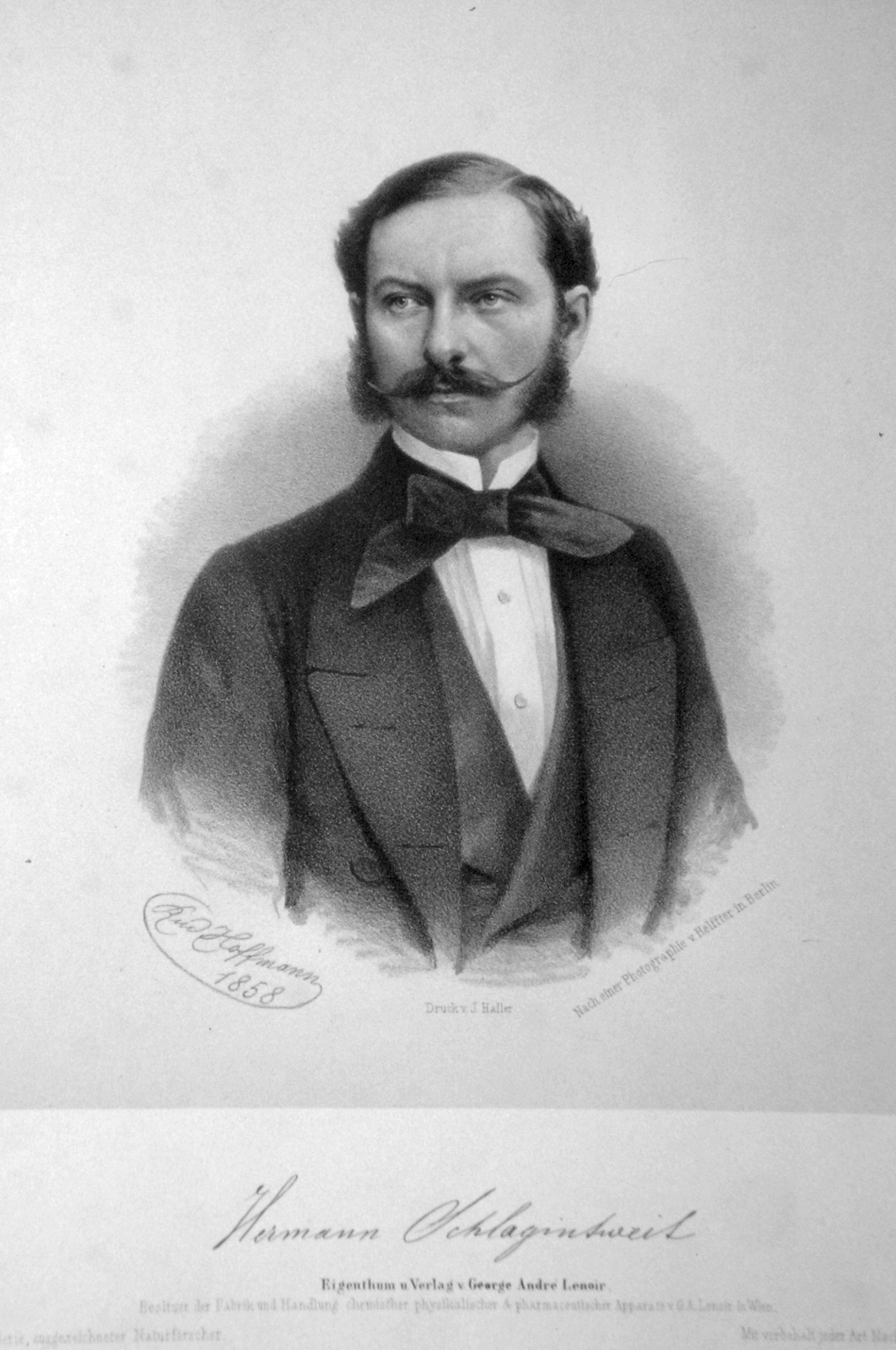
Hermann von Schlagintweit (1826–1882)

- Schlagintweit, Joseph (1792–1854), deutscher Augenarzt
- Schlagintweit, Maximilian (1849–1935), deutscher Offizier, Schriftsteller und Kolonialist
- Schlagintweit, Otto (1880–1956), deutscher Geologe und Paläontologe
- Schlagintweit, Reinhard (1928–2018), deutscher Diplomat
- Schlagintweit, Robert von (1833–1885), deutscher Naturforscher und Entdecker
- Schlagnitweit, Josef (1881–1922), österreichischer Landwirt und Politiker (CS), Landtagsabgeordneter
- Schlagnitweit, Markus (* 1962), österreichischer Priester und Sozialwissenschaftler
- Schlagnitweit, Silvia (* 1978), österreichische Judoka
- Schlagowsky, Jonas (* 1987), deutscher Schauspieler
- Schlagwein, Armin (* 1974), deutscher Schauspieler
- Schlagwein, Wolfgang (* 1957), deutscher Politiker (Bündnis 90/Die Grünen), MdL

### Schlai
- Schlaich, Frieder (* 1961), deutscher Filmproduzent, Filmregisseur und Drehbuchautor
- Schlaich, Joachim (1924–2019), deutscher Diplomat
- Schlaich, Jörg (1934–2021), deutscher Bauingenieur und Hochschullehrer
- Schlaich, Julius (1860–1937), deutscher Verwaltungsbeamter
- Schlaich, Klaus (1937–2005), deutscher Rechtswissenschaftler
- Schlaich, Ludwig (1899–1977), deutscher evangelischer Pfarrer
- Schlaich, Mike (* 1960), deutscher Bauingenieur und Professor
- Schlaifer, Robert Osher (1914–1994), US-amerikanischer Mathematiker, Statistiker und Hochschullehrer
- Schlaikjer, Erich (1867–1928), deutscher Schriftsteller und Publizist
- Schlaipfer, Michael (* 1991), deutscher Koch
- Schlaipfer, Othmar († 1485), Schweizer Bürgermeister
- Schlais, Hans, Bildschnitzer der Spätgotik

### Schlak
- Schlak, Stephan (* 1974), deutscher Politikwissenschaftler und Historiker
- Schlakks, deutscher Rapper

### Schlam
- Schlam, Nikolaus (1885–1946), österreichischer Politiker (DNSAP), Landtagsabgeordneter in Salzburg
- Schlameus, Martha (1876–1961), Modelleurin, Kunstgewerblerin und Kunstmalerin
- Schlamm, William S. (1904–1978), politischer Publizist
- Schlammadinger, Oswin (1868–1953), österreichischer Geistlicher, Abt von Admont
- Schlamme, Thomas (* 1950), US-amerikanischer Film- und Fernsehregisseur sowie FernsehproduzentThomas Schlamme (* 1950)

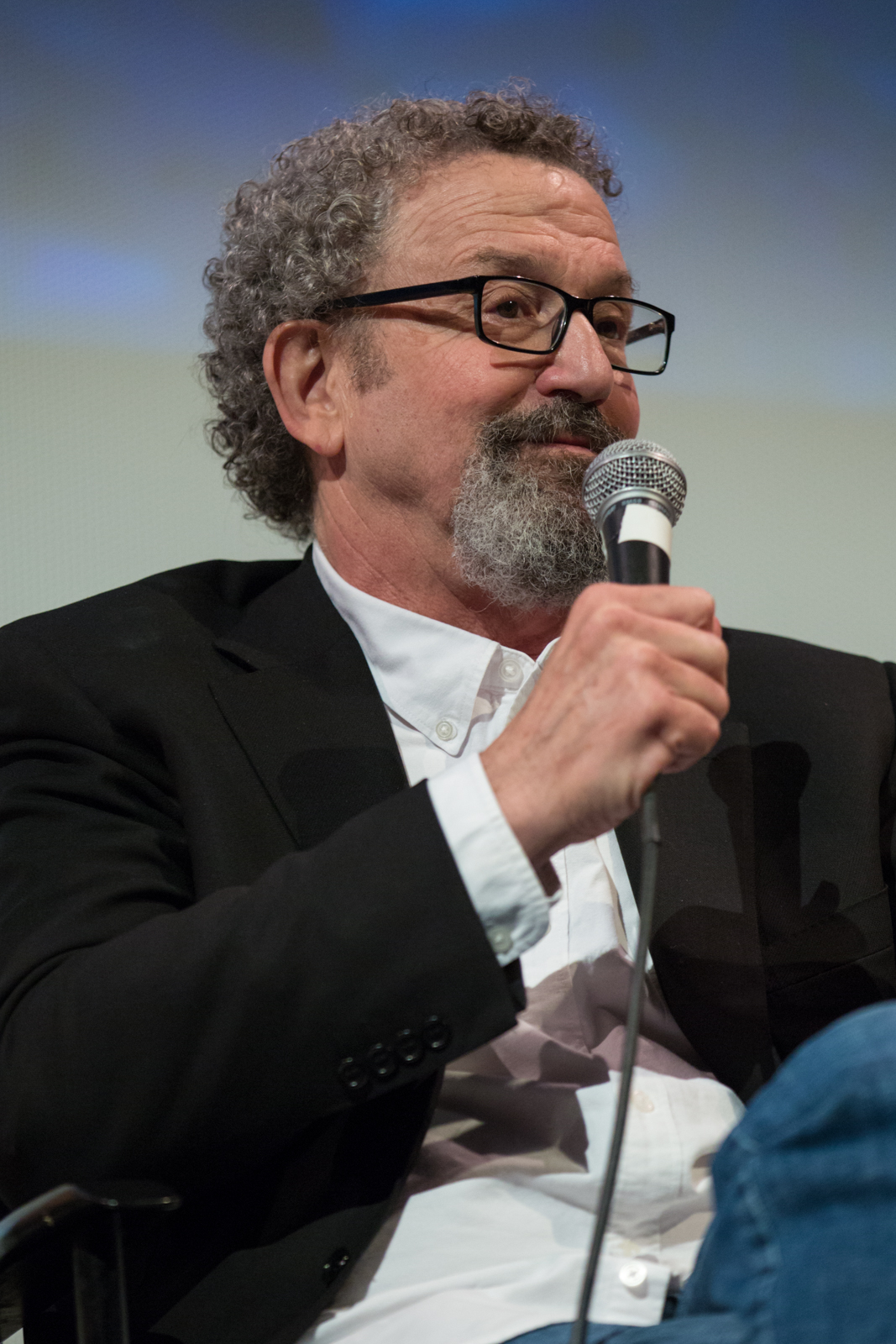
Thomas Schlamme (* 1950)

- Schlamminger, Saam (* 1966), iranisch-deutscher Musiker
- Schlamminger, Wolf (* 1922), deutscher Schauspieler und Hörspielsprecher
- Schlammpeitziger (* 1964), deutscher Musiker, Illustrator und Performancekünstler
- Schlamp, Jürgen Ferdinand (* 1942), deutscher Maler, Bildhauer und Kunstlehrer
- Schlamp, Michael (* 1981), australisch-kanadischer Eishockeyspieler

### Schlan
- Schlanbusch, Friedrich (1884–1964), deutscher Jurist und Bankdirektor
- Schlanbusch, Hermann, fürstlich Braunschweig-Lüneburg-Wolfenbütteler Münzmeister und Münzwardein in Goslar, Heinrichstadt, Zellerfeld und Clausthal
- Schlander, Emil (1888–1978), österreichischer Oto-Rhino-Laryngologe
- Schlander, Michael (* 1959), deutscher Arzt und Wirtschaftswissenschaftler
- Schlang, Daniel (* 1991), deutscher BMX-Radsportler
- Schlange, Ernst (1888–1947), deutscher Politiker (DtSP, NSDAP), MdL, Gauleiter
- Schlange, Ernst (1888–1967), deutscher Landwirt und Politiker (NSDAP), MdR
- Schlange, Hans (1856–1922), deutscher Chirurg und Hochschullehrer
- Schlange-Schöningen, Ernst-Siegfried (1914–2005), deutscher Diplomat
- Schlange-Schöningen, Hans (1886–1960), deutscher Politiker (DNVP, CNBL, CDU), MdR, MdBHans Schlange-Schöningen (1886–1960)

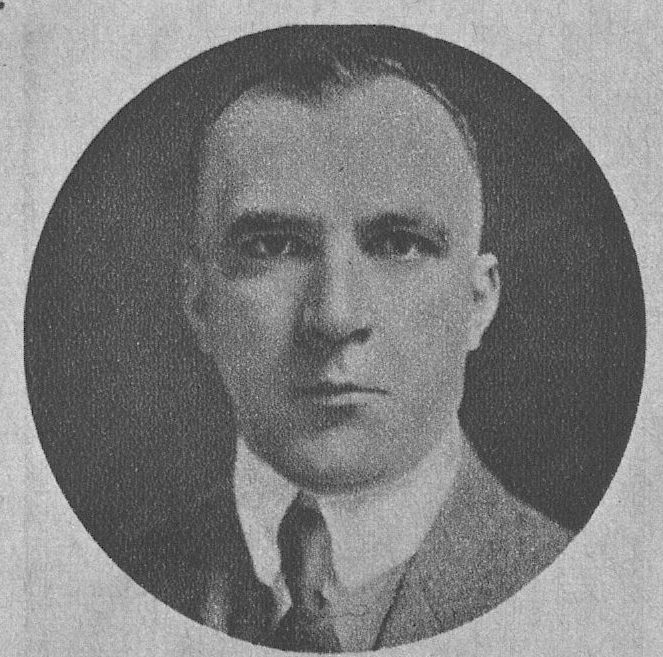
Hans Schlange-Schöningen (1886–1960)

- Schlange-Schöningen, Heinrich (* 1960), deutscher Althistoriker
- Schlangen, Albert (1918–1966), deutscher Politiker (CDU)
- Schlangen, Carina (* 1984), deutsche Fußballspielerin
- Schlangen, Carsten (* 1980), deutscher Mittelstreckenläufer
- Schlangenbader, Peter (* 1953), deutscher Maler, Grafiker und Musiker
- Schlangenhausen, Emma (1882–1947), österreichische Malerin und Grafikerin
- Schlanger, Jed, US-amerikanischer Filmproduzent
- Schlanger, Melanie (* 1986), australische Schwimmerin
- Schlank, Peter (* 1949), slowakischer Skisprungtrainer und Skisprungfunktionär
- Schlankardt, Margrit (* 1943), deutsche Politikerin (SPD) und MdHB
- Schlanke, Josephine (* 1988), deutsche Fußballspielerin
- Schlanke, Martina (* 1961), deutsche Politikerin (CDU), MdL
- Schlanstein, Beate (* 1961), deutsche Fernsehjournalistin

### Schlap
- Schlapbach, Karin (* 1969), Schweizer Klassische Philologin
- Schläper, Fabian (* 1976), deutscher Songkabarettist und Textdichter
- Schläpfer, Adolf (1880–1948), Schweizer Ingenieur und Pionier im Strassenbau
- Schläpfer, Albert (1877–1955), Schweizer Buchdrucker, Verleger und Politiker
- Schläpfer, Carl Ludwig (1833–1916), Schweizer Industrieller und Textilunternehmer
- Schläpfer, Elvis (* 2001), Schweizer Eishockeyspieler
- Schläpfer, Ernst (* 1955), Schweizer Schwingerkönig
- Schläpfer, Franziska (* 1945), Schweizer Journalistin und Autorin
- Schläpfer, Georg Leonhard (1766–1840), Schweizer Textilunternehmer
- Schläpfer, Jakob (1719–1779), Schweizer Textilunternehmer
- Schläpfer, Johann Jakob (1789–1850), Schweizer Kaufmann, Landesseckelmeister, Landammann und Tagsatzungsgesandter
- Schläpfer, Johannes (1725–1802), Schweizer Textilunternehmer
- Schläpfer, Johannes (1814–1872), Schweizer Buchdrucker, Verleger und Politiker
- Schläpfer, Johannes (* 1955), Schweizer Germanist, Historiker und Autor
- Schläpfer, Johannes Georg (1797–1835), Schweizer Arzt und Naturwissenschaftler
- Schläpfer, Kaspar (* 1951), Schweizer Politiker
- Schläpfer, Kevin (* 1969), Schweizer Eishockeyspieler und -trainer
- Schläpfer, Martin (* 1955), Schweizer Journalist und Lobbyist
- Schläpfer, Martin (* 1959), Schweizer Tänzer und ChoreografMartin Schläpfer (* 1959)

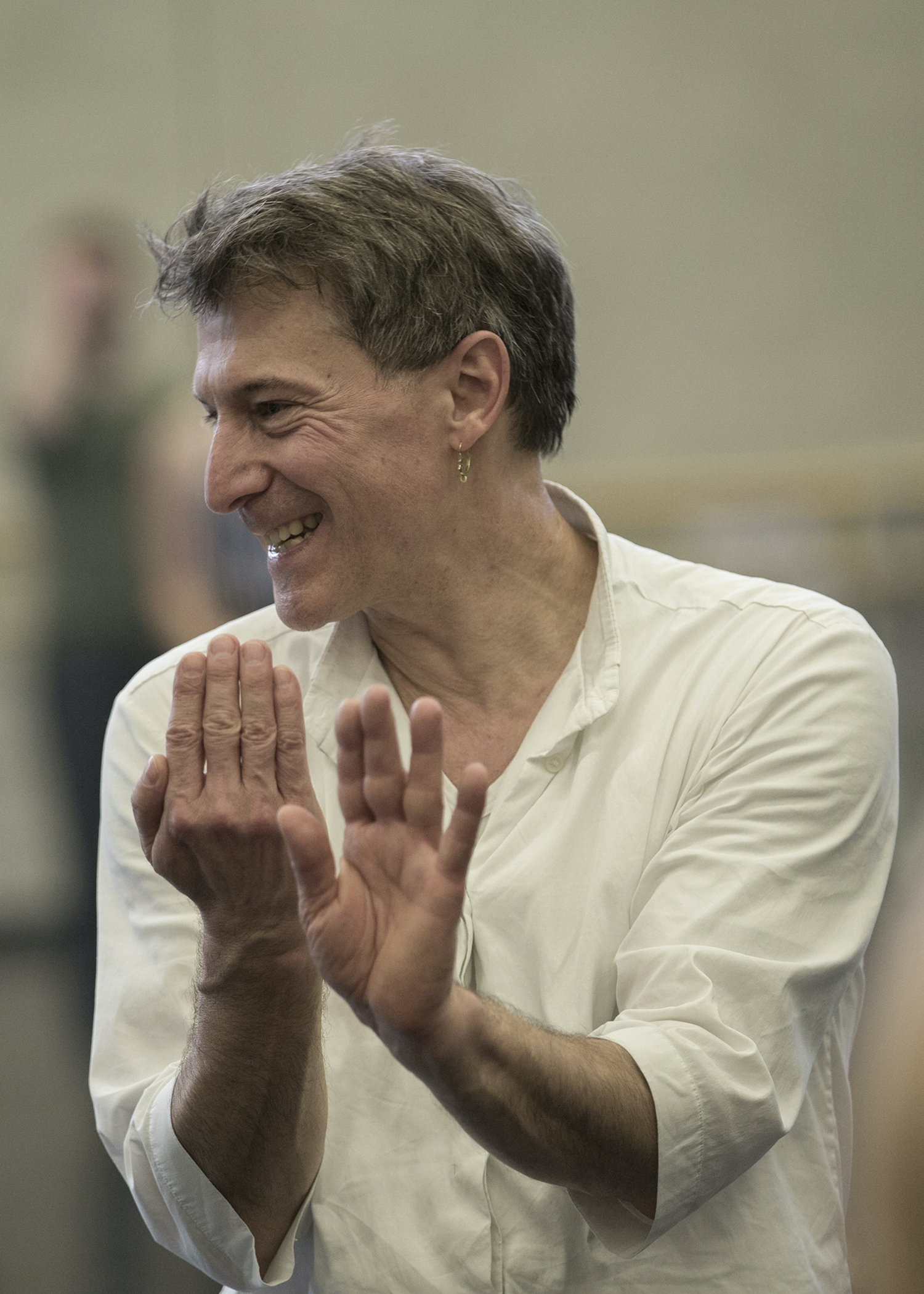
Martin Schläpfer (* 1959)

- Schläpfer, Matthias (1763–1830), Schweizer Kaufmann, Unternehmer und Konsul
- Schläpfer, Michael (1822–1885), Schweizer Redaktor und Publizist
- Schläpfer, Otto (1931–2015), Schweizer Eishockeyspieler und -trainer
- Schläpfer, Paul (1881–1973), Schweizer Chemiker
- Schläpfer, Pelagius (1601–1680), Schweizer Textilhändler, Landeszeugherr, Landesstatthalter, Tagsatzungsgesandter und Landammann
- Schläpfer, Robert (1923–2001), Schweizer Sprachwissenschaftler
- Schläpfer, Simon (* 1999), Schweizer Unihockeyspieler
- Schläpfer, Therese (* 1959), Schweizer Politikerin (SVP)
- Schläpfer, Thomas (* 1959), Schweizer Psychiater
- Schläpfer, Ulrich (1580–1651), Schweizer Textilhändler, Landesstatthalter, Landammann und Tagsatzungsgesandter
- Schläpfer, Walter (1914–1991), Schweizer Historiker, Bibliothekar, Publizist und Politiker
- Schlaphoff, Joachim (* 1959), deutscher Radsportler und nationaler Meister im Radsport
- Schlapka, Franz-Josef (* 1948), deutscher Bauingenieur und Baukrisenmanager, Hochschullehrer
- Schlapkohl, Heinz (* 1943), deutscher Chemiker
- Schlapmann, Hans (1920–1975), deutscher Gebrauchsgrafiker
- Schlapp, Manfred (* 1943), österreichischer Philosoph, Publizist und Filmemacher
- Schlapp, Mercedes (* 1972), amerikanische Journalistin, Kolumnistin und politische Beraterin
- Schlapp, Robert (1899–1991), britischer Physiker und Mathematiker
- Schlappal, Jodocus (1793–1837), Kölner Zeichner, Lithograph und Verleger
- Schlapper, Ernst (1888–1976), deutscher Politiker, Oberbürgermeister von Baden-Baden
- Schlapper, Fee (1927–2000), deutsche Fotografin
- Schläppi, Alfred (1898–1981), Schweizer Bobfahrer
- Schläppi, Heinrich (1905–1958), Schweizer Bobfahrer
- Schläppi-Brawand, Margrit (* 1925), Schweizer Politikerin der SP
- Schlappner, Claudia (* 1970), deutsche Regisseurin
- Schlappner, Klaus (* 1940), deutscher FußballtrainerKlaus Schlappner (* 1940)

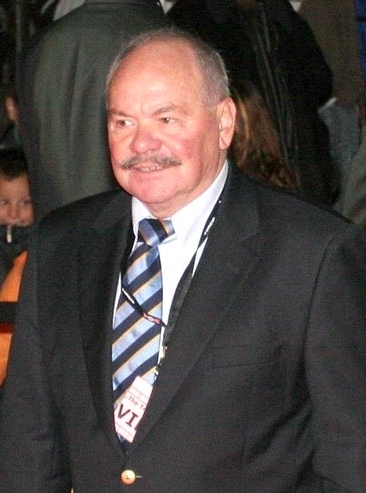
Klaus Schlappner (* 1940)

- Schlappner, Martin (1919–1998), Schweizer Filmkritiker
- Schlappner, Martin (1931–2008), deutscher Volkswirt, Verwaltungsbeamter und Politiker (SPD), MdL
- Schlappner, Volker (* 1964), deutscher Fußballspieler
- Schläppy, Rémy (1917–2003), Schweizer Lehrer und Politiker (SP)

### Schlar
- Schlarb, Philipp (1802–1880), Ökonom und Abgeordneter
- Schlarman, Joseph Henry Leo (1879–1951), US-amerikanischer Geistlicher, römisch-katholischer Bischof von Peoria
- Schlarman, Stanley Girard (1933–2025), US-amerikanischer römisch-katholischer Geistlicher, Bischof von Dodge City
- Schlarmann, Franz (1910–1980), deutscher Verwaltungsjurist
- Schlarmann, Hans (1950–2017), deutscher Jurist
- Schlarmann, Josef (* 1939), deutscher Politiker (CDU), Bundesvorsitzender der Mittelstands- und Wirtschaftsvereinigung der CDUJosef Schlarmann (* 1939)

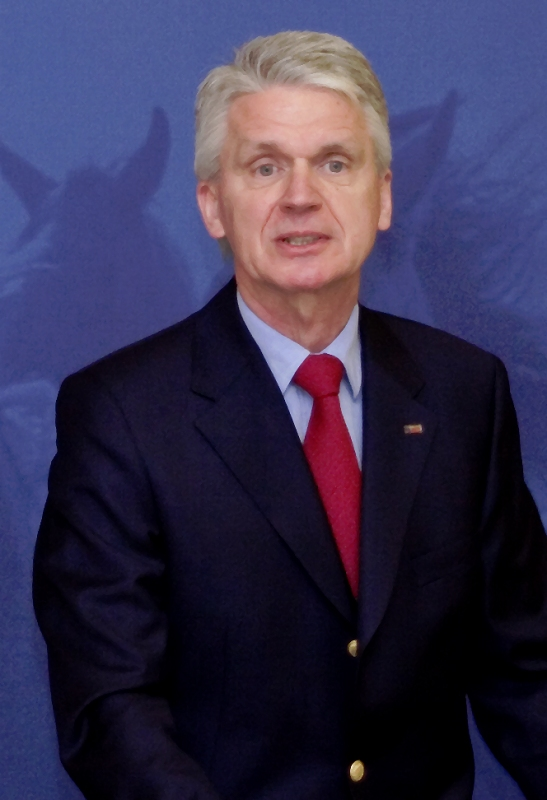
Josef Schlarmann (* 1939)

- Schlarmann, Susanne (1968–2024), deutsche Volleyballspielerin
- Schlarp, Karl-Heinz (* 1941), deutscher Historiker

### Schlas
- Schlass, Kathrin (* 1971), deutsche Journalistin und Moderatorin
- Schlasy, Adolf (* 1896), österreichischer Kameramann

### Schlat
- Schlater, Alexander Georg (1834–1879), deutsch-baltischer Landschafts- und Marinemaler
- Schlater, Georg Friedrich (1804–1870), Maler, Lithograf, Spielzeugmacher und Zeichenlehrer
- Schlatmann, Arne (* 1964), deutscher Verwaltungsjurist und Ständiger Bevollmächtigter des Parlamentarischen Kontrollgremiums
- Schlatmann, Gert Jan (* 1963), niederländischer Hockeyspieler
- Schlatt, Hermann (1910–2004), deutscher Bildhauer und Autor
- Schlatter, Adolf (1852–1938), Schweizer evangelischer Theologe
- Schlatter, Andreas (1814–1861), Schweizer Landwirt und Mordopfer
- Schlatter, Beat (* 1961), Schweizer Kabarettist, Schauspieler und Drehbuchautor
- Schlatter, Charlie (* 1966), US-amerikanischer Schauspieler und SynchronsprecherCharlie Schlatter (* 1966)

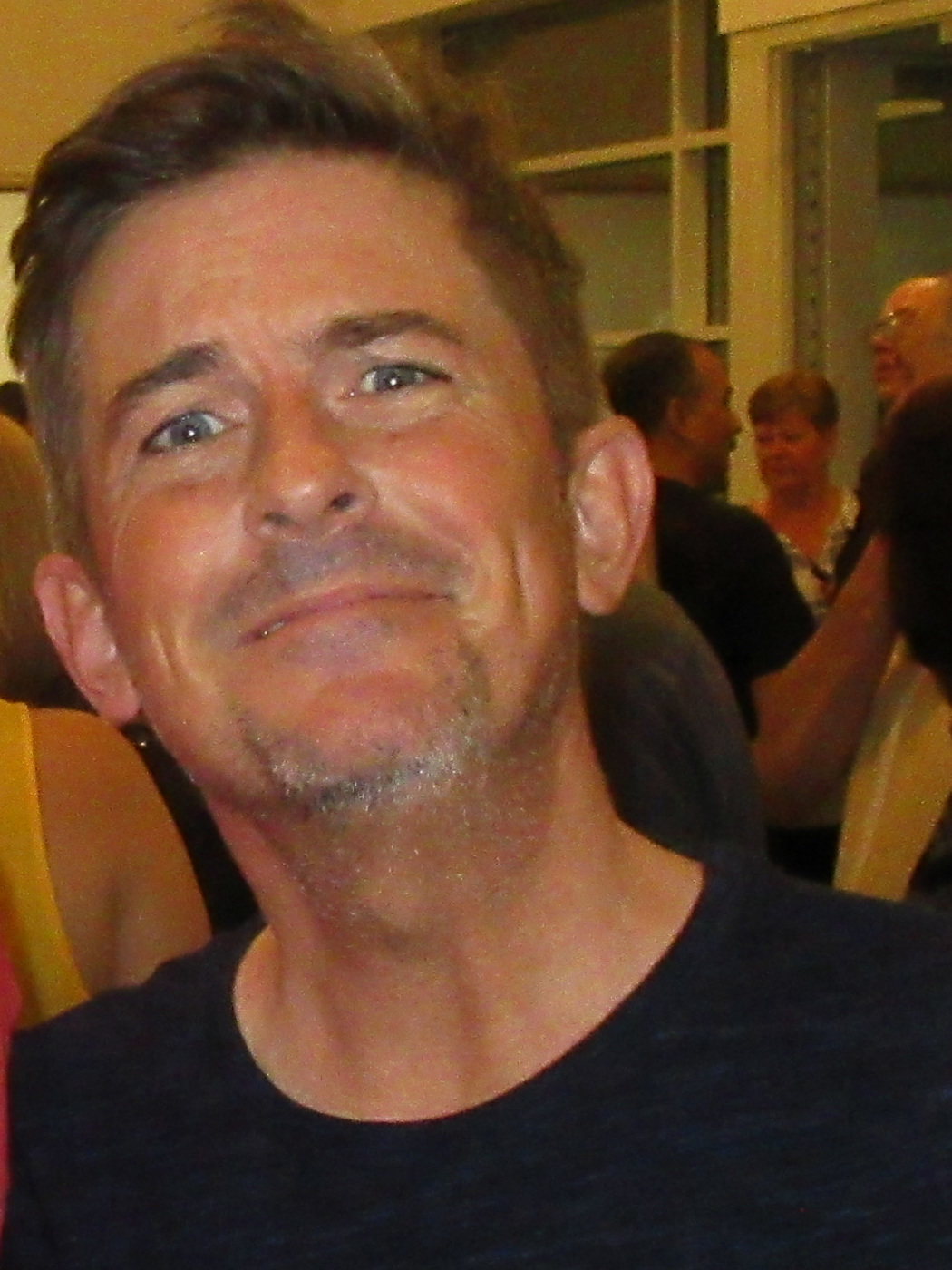
Charlie Schlatter (* 1966)

- Schlatter, Dora (1855–1915), Schweizer Pädagogin und Schriftstellerin
- Schlatter, Dora (1890–1969), deutsche Politikerin (CDU)
- Schlatter, Ernst Emil (1883–1954), Schweizer Grafiker, Lithograph, Zeichner und Maler
- Schlatter, Ferdinand de (1831–1907), französischer Segler
- Schlatter, Georg Friedrich (1799–1875), evangelischer Pfarrer, Alterspräsident des badischen Revolutionsparlaments
- Schlatter, Günter (* 1941), deutscher Politiker (SPD), MdB
- Schlatter, Hermann (1873–1953), Schweizer Jurist und Politiker
- Schlatter, Johann Wilhelm (1708–1768), russischer Metallurg
- Schlatter, Margrit (1895–1992), Schweizer Frauenrechtlerin und Juristin
- Schlatter, Marionna (* 1980), Schweizer Politikerin (GPS)Marionna Schlatter (* 1980)

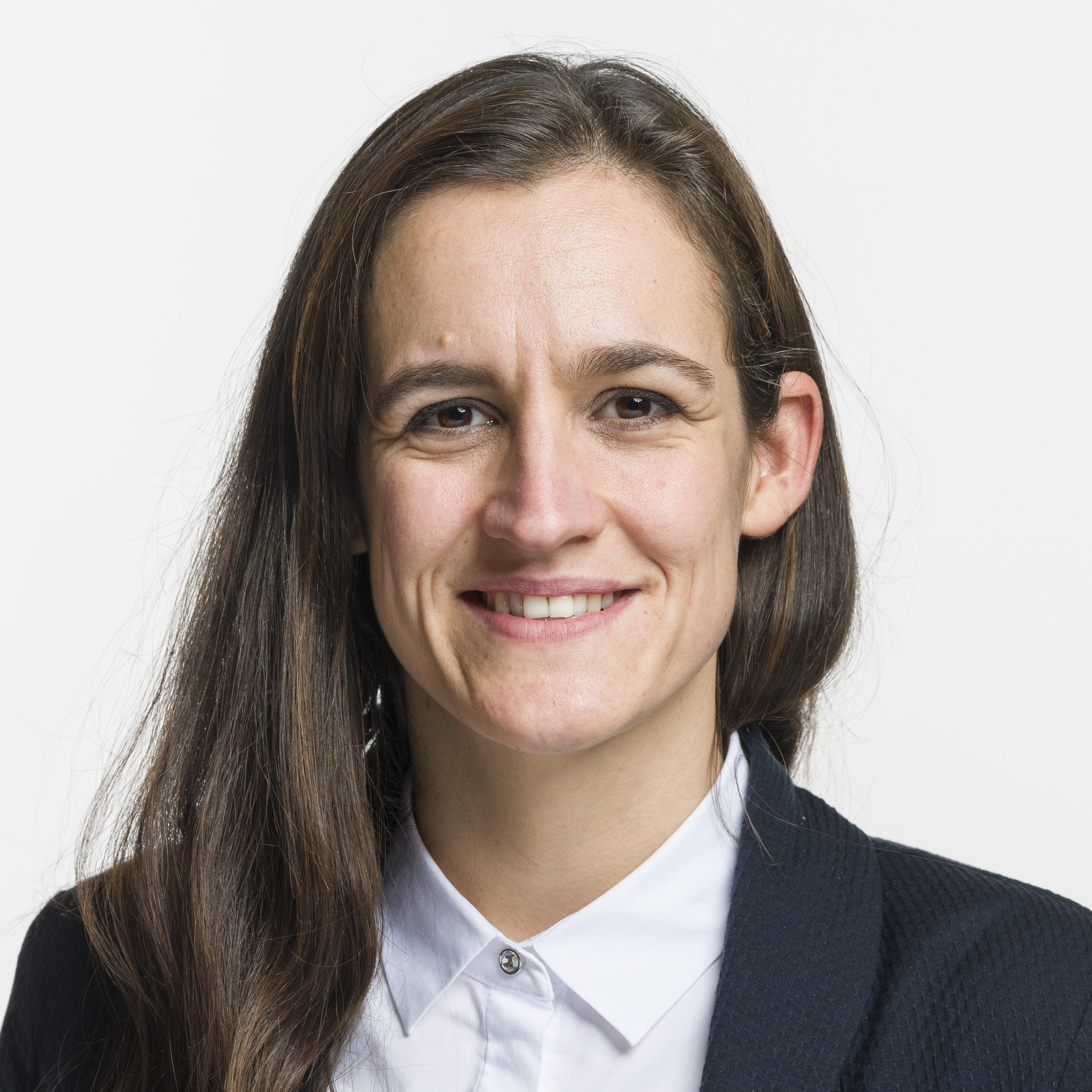
Marionna Schlatter (* 1980)

- Schlatter, Marvin (* 1996), deutscher Sänger und Schauspieler
- Schlatter, Paul (1905–1991), deutscher Rechtsanwalt und Sportförderer
- Schlatter, Peter (* 1968), deutscher Judoka
- Schlatter, Ralf (* 1971), Schweizer Schriftsteller und Kabarettist
- Schlatter, Theodor (1885–1971), Schweizer evangelischer Theologe
- Schlatter, Trudy (1912–1980), Schweizer Zeichnerin und Verfechterin der Frauenbewegung
- Schlatter, Viktor (1899–1973), Schweizer Organist und Orgelexperte
- Schlatter-Bernet, Anna (1773–1826), Schweizer Laientheologin und Autorin, Führerin der Erweckungsbewegung
- Schlatterer, Bert (1940–2013), deutscher Tierarzt und Umwelttoxikologe
- Schlatterer, Stefan (* 1967), deutscher Kommunalpolitiker (CDU), Oberbürgermeister der Stadt Emmendingen
- Schlattl, Christoph († 1589), Bischof von Chiemsee
- Schlattmann, Heinrich (1884–1943), deutscher Staatsbeamter im Reichswirtschaftsministerium
- Schlattmann, Julius (1857–1925), deutscher Maler, Illustrator und Karikaturist
- Schlattner, Eginald (* 1933), deutsch-rumänischer Pfarrer und Schriftsteller
- Schlattner, Franziska (* 1971), deutsche Schauspielerin

### Schlau
- Schlau, Karl (1851–1919), Pfarrer und Märtyrer in Lettland
- Schlau, Karl-Otto (1920–2001), deutscher Verwaltungsjurist und Ministerialbeamter deutsch-baltischer Herkunft sowie Autor von Werken zur baltischen Geschichte
- Schlau, Wilfried (1917–2010), deutscher Soziologe und Hochschullehrer deutsch-baltischer Herkunft
- Schlau, Wilhelm (1886–1978), deutsch-baltischer Lehrer
- Schlauch, Daniel (* 1982), deutscher Synchronsprecher
- Schlauch, Heinz (1915–1945), deutscher Schwimmer und Olympiateilnehmer
- Schlauch, Irina (* 1990), deutsche JuristinIrina Schlauch (* 1990)

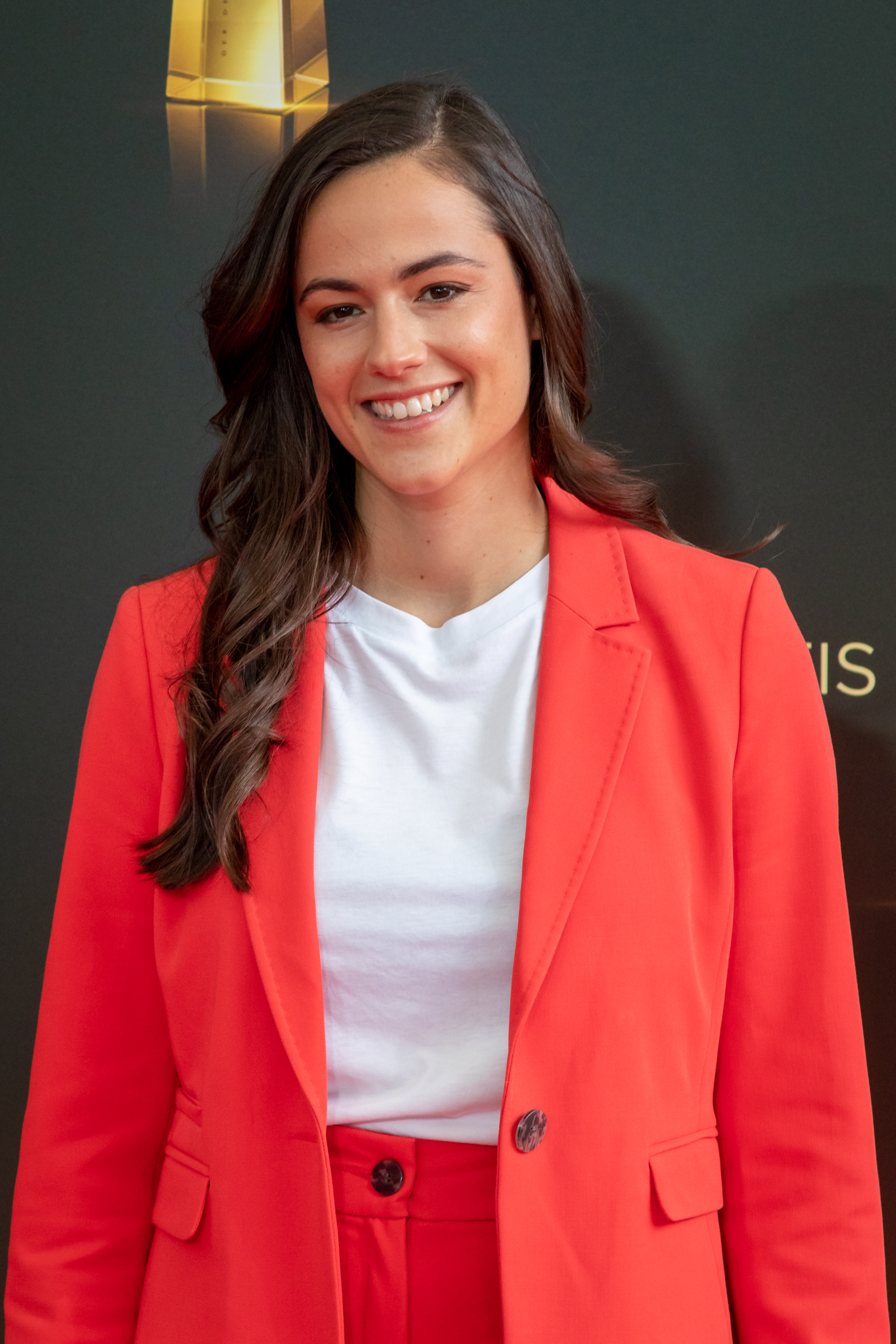
Irina Schlauch (* 1990)

- Schlauch, Lőrinc (1824–1902), rumänisch-ungarischer Kardinal
- Schlauch, Rezzo (* 1947), deutscher Politiker (Bündnis 90/Die Grünen), MdL, MdB, Parlamentarischer Staatssekretär beim Bundesminister für Wirtschaft und Arbeit
- Schlauch, Rudolf (1909–1971), deutscher Theologe, Historiker, Volkskundler und Autor heimatkundlicher Schriften
- Schlauderaff, Caleb (* 1987), US-amerikanischer American-Football-Spieler
- Schlauderer, Tobias (* 1984), deutscher Fußballspieler
- Schlaudraff, Jan (* 1983), deutscher Fußballspieler
- Schlaudt, Oliver (* 1978), deutscher Philosoph und Autor
- Schlauer, Sabrina (* 1998), österreichische Eishockeyspielerin
- Schlauf, Rudolf (1910–1952), österreichischer Fußballspieler
- Schlaug, Birger (* 1949), schwedischer Politiker (Miljöpartiet de Gröna), Mitglied des Riksdag und Autor
- Schlaugat, Eva (* 1943), deutsche Politikerin (SPD), MdB
- Schlaun, Gerhard Mauritz von (1742–1825), Offizier in österreichischen Diensten
- Schlaun, Johann Conrad (1695–1773), deutscher Baumeister des BarockJohann Conrad Schlaun (1695–1773)

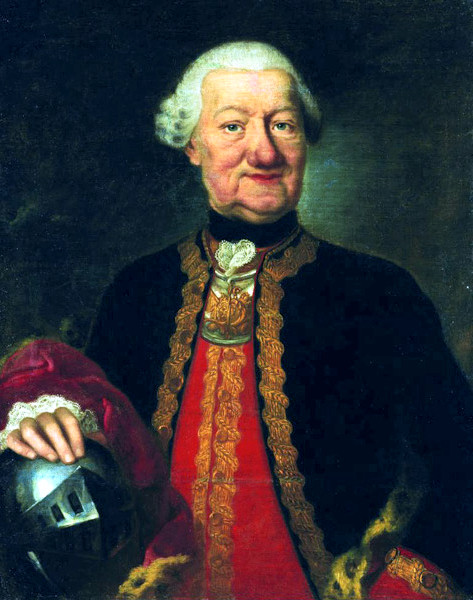
Johann Conrad Schlaun (1695–1773)

- Schlauraff, Bettina (* 1973), deutsche Theologin und evangelische Bischöfin
- Schlauß, Helmut (* 1931), deutscher Fußballspieler
- Schlauss, Kurt (1924–2005), österreichischer Architekt

### Schlaw
- Schlawatzky, Heinz (1920–2003), deutscher Lehrer und Oberbürgermeister von Lüneburg
- Schlawe, Willy (1902–1989), deutscher Politiker (SPD), MdA

### Schlay
- Schlayer, Detlef (* 1955), deutscher Ingenieur und Hochschullehrer sowie Prorektor
- Schlayer, Johannes von (1792–1860), deutscher Jurist und Politiker
- Schlayer, Karl (1875–1937), deutscher Internist und Hochschullehrer
- Schlayer-von Puttkamer, Gerda (1901–1953), deutsche Medizinerin und Politikerin (SPD)